# Uniformes e insígnias da Schutzstaffel

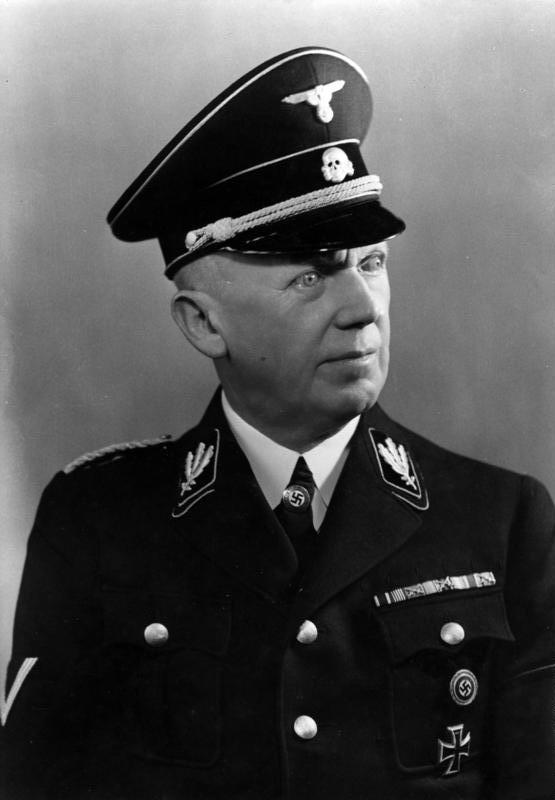
O SS-Gruppenführer Hans Heinrich Lammers com o uniforme negro da Allgemeine-SS, em 1938.

Os uniformes da Schutzstaffel foram Uniformes usados pela SS entre 1925 e 1945 para diferenciar aquela organização das Forças Armadas Alemãs regulares, do Estado alemão, e do Partido Nazista.

## Design do uniforme e função
Enquanto múltiplos uniformes existiram para a SS, às vezes dependendo do teatro da guerra onde também foram usados, De todos os uniformes, o preto é o mais conhecido. Preto era visto como sombrio e autoritário. O esquema de cores Preto-Branco-Vermelho era uma característica do Império alemão, e depois foi adotado pelo partido nazista. Além disso, o Preto era popular com movimentos fascistas: um uniforme preto foi introduzido pelos camisas negras na Itália antes da criação da SS. Tinha uma razão tradicional: Como os guarda-costas e cavalaria dos Reis e imperadores Prussianos (Leibhusaren) usaram Uniformes pretos com insignias de caveiras e ossos, então os guarda costas do  Führer deveriam usar. Como eram uniformes militares e formais, foram feitos para mostrar autoridade e gerar medo e respeito. Como Himmler disse, "Eu sei que muitas pessoas irão cair quando verem esse uniforme negro; e nós sabemos que não vamos ser amados por muitos."